# Гринвичский доспех

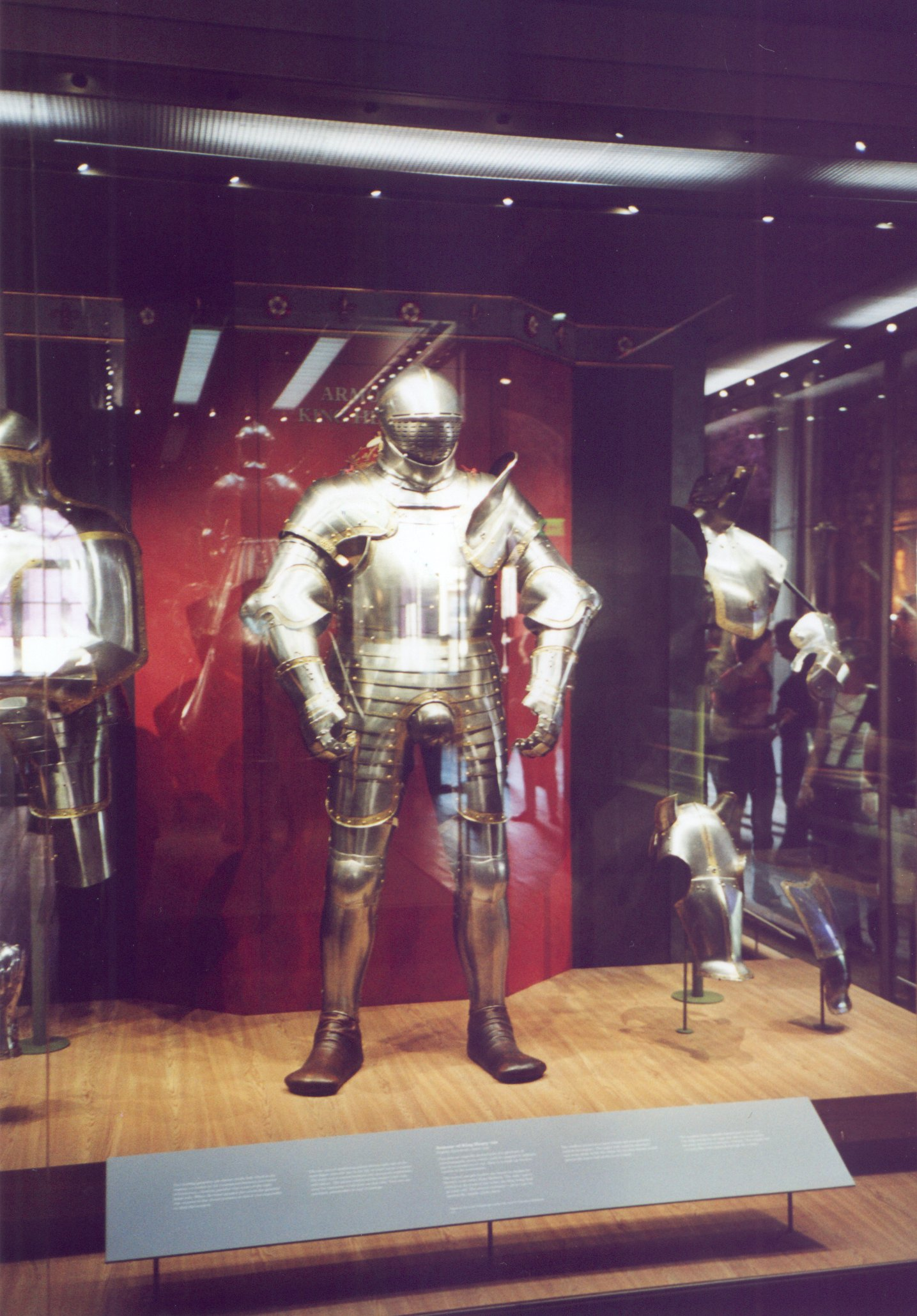
Гринвичский доспех в экспозиции Тауэра

Гринвичский Доспех (англ. Greenwich Armour) — доспехи XVI века, производившиеся в Гринвиче в Англии завезёнными германскими оружейниками.
Гринвичские мастерские были основаны Генрихом VIII в 1525 году и имели полное название англ. «The Royal „Almain“ Armouries» (буквально — «Королевские „Германские“ Арсеналы», фр. Almain — французское название Германии). Поскольку мастерские были созданы для изготовления именно «германских» доспехов, то производство возглавлялось германскими оружейниками. Первым англичанином, возглавившим производство, стал Уильям Пикеринг (William Pickering) в 1607 году.
Хотя доспехи и должны были, по мысли Генриха VIII, воспроизводить германские, они, тем не менее, несли в себе как германские, так и итальянские черты, в связи с чем Гринвичские Доспехи, хоть и изготовлялись германскими мастерами (при участии английских подмастерьев), выделяются исследователями в отдельный «английский» стиль.
Схема заимствований из различных стилей в Гринвичских Доспехах выглядит следующим образом:
- Кираса (включая как форму, так и конструкцию) — в итальянском стиле.
- Шлем (примерно до 1610 года) — в германском стиле с «бургундским» горже.
- Набедренные щитки и набедренники — в нижнегерманском и Нюрнбергском стиле.
- Защита плеч — в итальянском стиле.
- Исполнение других деталей — в Аугсбургском стиле.

Важно упомянуть, что специалисты отмечают различие между Нюрнбергским и Аугсбургскими стилями германского доспеха.